# El Sifón, Michoacán de Ocampo
El Sifón är en ort i Mexiko.   Den ligger i kommunen Gabriel Zamora och delstaten Michoacán de Ocampo, i den södra delen av landet, 300 km väster om huvudstaden Mexico City. El Sifón ligger 463 meter över havet och antalet invånare är 140.
Terrängen runt El Sifón är huvudsakligen kuperad. El Sifón ligger nere i en dal. Runt El Sifón är det ganska glesbefolkat, med 42 invånare per kvadratkilometer. Närmaste större samhälle är Lombardía, 12,4 km väster om El Sifón. I omgivningarna runt El Sifón växer huvudsakligen savannskog.